# Caspar Walter Rauh
Caspar Walter Rauh (13 de outubro de 1912, Wurtzburgo – 7 de outubro de 1983, Kulmbach) foi um designer gráfico, ilustrador e pintor alemão durante o período do pós-Segunda Guerra Mundial; tendo sido uma figura central no movimento artístico denominado por Realismo Fantástico.

## A Vida de Rauh
Caspar Walter Rauh nasceu no seio de uma família modesta; o pai do artista trabalhava como funcionário público e a sua mãe provinha de uma família de agricultores.
Após a família se ter mudado para Bayreuth, o jovem Caspar frequentou, desde 1923, o Gymnasium  local, juntando-se em 1926 ao movimento Wandervogel. Terminada a sua formação no ensino secundário, em 1931, Rauh envereda, em 1932, pelos estudos artísticos na academia de Düsseldorf, tendo sido tutorado por Werner Heuser e Heinrich Nauen.
O jovem Caspar era um apreciador entusiasta das obras de Kubin, Masereel e Cézanne. Entre 1934 e 1935, o artista fixou-se durante alguns meses em Amesterdão, travando conhecimento e encontrando-se com antigos pupilos de Paul Klee e do movimento Bauhaus.
Em 1936 Rauh retorna à vida académica; desta vez matricula-se numa academia localizada em Leipzig, sob orientação de Walter Tiemann. No ano seguinte, Rauh deixa Liepzig para trás e muda-se para Berlim, onde vive como artista freelancer e desempenha funções numa agência de publicidade. Em 1939, Rauh tem a sua primeira exposição, na galeria berlinense Zintl.
Ainda em 1939, e imediatamente depois do seu casamento, quando estala a Segunda Guerra Mundial; Rauh é recrutado e parte para combater na frente polaca. Durante o conflito, Rauh demonstra uma outra faceta sua – a de cartógrafo exímio –; subsequentemente, o artista é destacado para as frentes de combate em França e na Rússia, acabando por ser encarcerado no final da guerra.
Durante a Guerra a família de Rauh foi evacuada para a pequena aldeia de Himmelkron, na Francónia; onde o artista acabará também por viver durante uma dura década (1945-1955) de situação financeira precária. Para conseguir sustentar a família, Rauh começa a desenhar as casas dos habitantes de Himmelkron, recebendo muitas vezes alimentos cultivados na aldeia como pagamento pelos seus serviços.
Em 1955, Rauh decide mudar-se para Kulmbach com a sua esposa e os seus filhos; Kulmbach tornar-se-ia a sua morada permanente até à sua da sua morte, em 1983.
No ano de 1958, Rauh junta-se ao Fantasmagie, um movimento com base na Bélgica; movimento esse integrado por várias figuras-chave europeias fortemente ligadas ao Realismo Fantástico. Rauh participava regularmente em exposições organizadas pelo Fantasmagie e outros grupos similares, chegando a instalar uma exposição pública consagrada exclusivamente ao seu trabalho.
Caspar Walter Rauh acabou por falecer em Kulmbach, no dia 7 de outubro de 1983.

## O Corpus Artístico de Rauh

### Desenhos em tinta e Gravuras
Rauh, já durante o período da Guerra, produzia desenhos em tinta em pequenos formatos, desenhos esses que espelham uma multitude de imagens fantasmagóricas e ricas em simbolismo. O choque e o horror, intimamente experienciados pelo artista no decorrer do seu serviço militar, acabariam por influenciar agudamente as obras de Rauh; alterando profundamente o seu estilo no período do pós-guerra. Em 1947 Rauh publicou um fólio com 16 desenhos em tinta; ao qual se seguiu um outro volume intitulado Niemandsland (Terra de Ninguém), cuja tiragem foi limitada a 10,000 cópias. Este volume contém 48 desenhos em tinta acompanhados por breves – porém distintos – textos.
A imagística de Rauh – inspirada pelo surrealismo e pelo desenho fantasmagórico – retrata a guerra como um Apocalipse que gerou uma “terra de ninguém”, dentro da qual os valores humanistas são efetivamente marginalizados.
Enquanto trabalhava no Niemandsland, Rauh trabalhara, de forma quase simultânea, num segundo projeto denominado por Traumland (Terra dos Sonhos); contudo este volume não seria publicado até 1993, quando o mesmo foi editado juntamente com o restante espólio do artista. Os desenhos em tinta contidos no Traumland, por oposição aos desenhos do Niemandsland, são coloridos e a imagística representada pende mais intensamente para temas de cariz humorístico, idílico e bizarro. O próprio Rauh descreve o Traumland como uma tentativa de “pairar sobre a miséria enquanto se sonha e se constrói um mundo próprio – um jardim encantado”. As disparidades entre as duas coleções ilustram uma tensão que se estende ao trabalho mais recente do artista: uma tensão entre a generosa e total representação visual da barbárie e da destruição e a demanda pelo fantástico, pela ironia e pelo burlesco.
Depois de um breve período de abstração, durante o qual trabalhou maioritariamente com técnicas mistas, Rauh retornou ao Realismo Fantástico pelo seu potencial para transmitir mensagens de humor e de repulsa. Embora o artista tenha trabalhado com formatos progressivamente mais amplos, o foco principal da sua produção artística mantinha-se nos formatos mais diminutos – desenhos em tinta e, sobretudo, gravuras. Desde 1958 até à data da sua morte Rauh produziu também, em intervalos regulares, fólios de gravuras a água-forte que eram comercializados pelo próprio artista.

### Aguarelas
As pinturas a aguarela (e também o desenho técnico a tinta) constituíram uma segunda esfera de atividade importante para o artista. Embora já presentes no repertório artístico de Rauh na década de cinquenta, estas adquirem uma maior preponderância a partir de 1970. As aguarelas de Rauh representam sobretudo paisagens; contudo, a gama das mesmas estende-se desde as pinturas paisagísticas “reais” até cenários imaginativos que exploram figurações surreais.

### Ilustrações de obras literárias
Rauh encontrou uma terceira esfera de produção artística na ilustração de obras literárias. As preferências do artista pelos clássicos da literatura fantástica apresentam-se claramente plasmadas nas suas ilustrações de obras da autoria de Edgar Allan Poe, de Jean Paul de e E.T.A. Hoffmann. Para além de ilustrar uma série de obras de literatura fantástica, Rauh ilustrou também livros para crianças, fornecendo ilustrações em tinta para a edição alemã de três romances da série The Borrowers, da autoria de Mary Norton. O artista criou ainda inúmeras de obras que incorporam em si motivos presentes nos contos de fadas – nomeadamente motivos da coletânea de contos de fadas compilada pelos Irmãos Grimm.

### Rauh Enquanto Autor: Os Contos de Fadas
O interesse de Rauh por contos de fadas está devidamente evidenciado na sua própria produção literária. Entre 1950 e 1955 o até então artista assumiu o papel de autor e redigiu 33 contos de fadas breves que foram transmitidos em emissões radiofónicas pela Bayerischer Rundfunk (Rádio Bávara) e publicados em diversos jornais diários alemães.

### Kunst am Bau
Rauh também aceitou comissões envolvendo a composição de mosaicos de vidro de grande escala para edifícios. Esta resolução do artista deve-se, pelo menos inicialmente, a uma preocupação com assegurar o sustento da sua família. Exemplos deste tipo específico de produção artística de Rauh podem ser observados maioritariamente na região da Alta Francónia.
Um dos mais renomados exemplares destes mosaicos pode ser visto em Kulmbach, num edifício que alberga um transformador elétrico – o Transformatorenhäuschen- que possui em si representações de animais da savana africana. Porém, Rauh, no breve rascunho autobiográfico denominado de Curriculum Vitae, caracteriza estas obras comissionadas como “insatisfatórias”.

### O Espólio Artístico de C. W. Rauh
O espólio deixado por C. W. Rauh, composto por uma coleção significativa des desenhos, gravuras e pinturas do artista, bem como a totalidade dos seus materiais de estúdio, encontra-se em empréstimo permanente ao Oberfrankenstiftung (Fundação da Cultura da Alta Francónia) e está alojado no museu de arte (Kunstmuseum) de Bayreuth.